# Meroscelisus thoracicus
Meroscelisus thoracicus là một loài bọ cánh cứng trong họ Cerambycidae.